# TiE
TiE (The IndUS Entrepreneurs) ist eine internationale Nonprofitorganisation zur Förderung des Unternehmertums. TiE wurde 1992 in Silicon Valley gegründet und hat heute (2013) 13.000 Mitglieder in 57 Verbänden in 14 Ländern weltweit.
Sie sind Veranstalter der jährlichen TiECon, der weltweit größten Konferenz für Unternehmer.